# 교통 체증

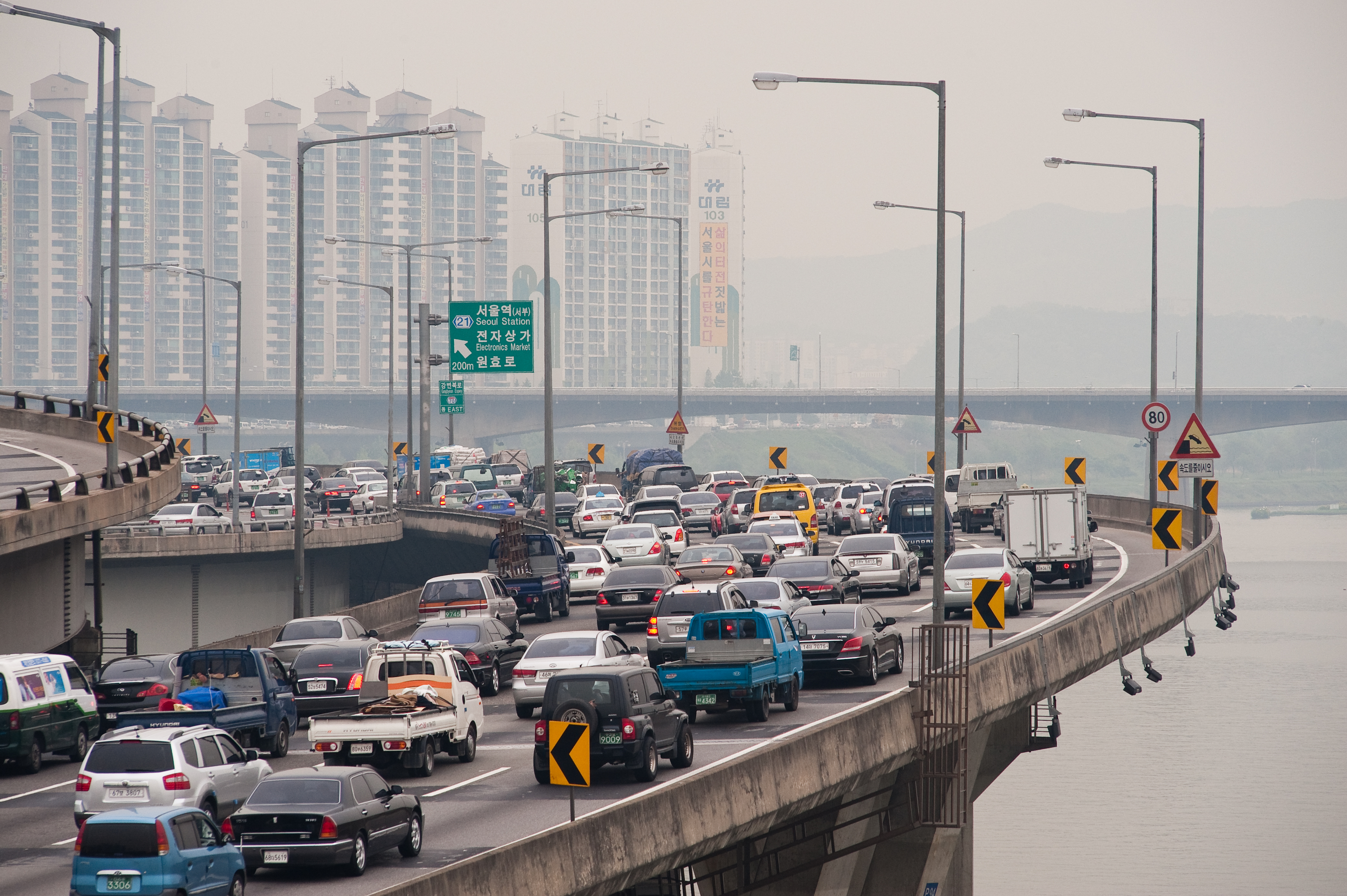
교통 체증 (서울특별시 강변북로)

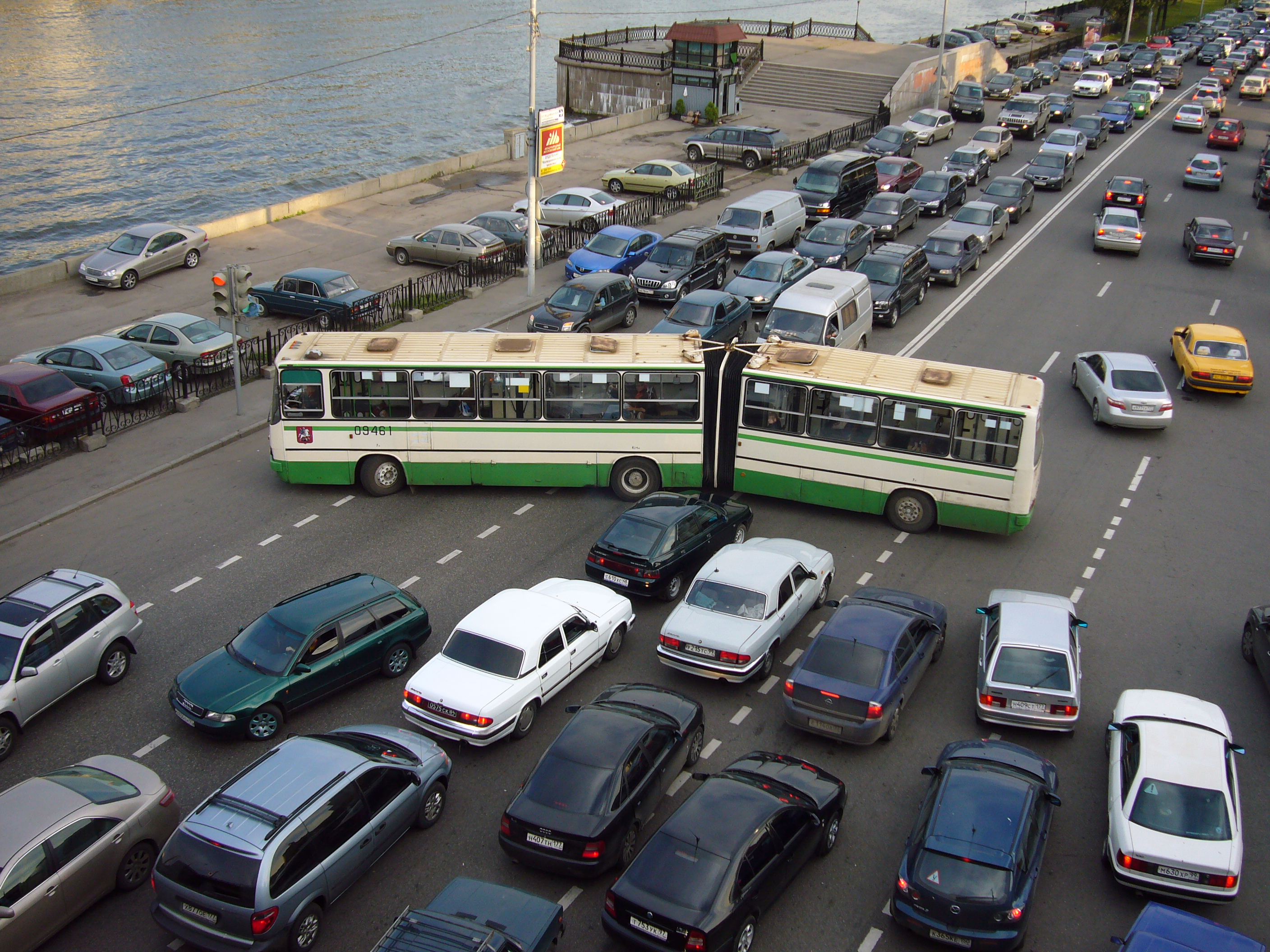
교통 체증 (모스크바)

교통 체증(交通滯症)은 자동차, 버스, 트럭 등과 같은 교통수단이 많아 길이 막히는 것을 말한다. 주로 휴일이나 명절 같은 공휴일 혹은 휴가 기간이나 연말 연시와 같은 성수기에 가장 심하다.

## 각 나라별 교통 체증

### 중국
중국의 경우 인구 증가의 여파에 따라 대도시 지역에서의 교통 체증이 오히려 심하며, 장거리 도로에서의 교통 체증 현상은 극히 적다.

#### 홍콩
홍콩은 대면 통행 규칙상 일본과 같은 좌측 통행을 하고 있기 때문에, 오히려 도심지가 변두리보다 더 심각한 교통 체증을 가지고 있다.

### 대한민국
대한민국의 경우 평일에 출퇴근 시간대과 주휴일(대체 공휴일 포함)에 관광객 시간대를 걸쳐 교통 체증이 매우 심하며, 주로 도심지의 중심가 도로에서 발생되는 경우가 있다. 설날과 추석 같은 명절만 되면 간선 도로(국도)보다는 고속도로의 정체가 심하다.

### 대만
대만의 경우 산악 지형이 많아 타이베이와 같은 중심가에서의 교통 체증이 매우 심각하다.

### 일본
일본도 한국과 같은 환경을 가지고 있으며, 쇼핑센터가 밀집한 곳이 일반 도심보다 정체가 심하다.

### 미국
미국의 경우 대도시권이나 간선 고속도로망에만 교통 혼잡이 심각하며 산불이 잦은 캘리포니아주와 같은 서부 지역에서는 주로 큰 길의 혼잡이 아주 심각하게 여겨지고 있지만, 항공편과 여객선, 열차 등으로 분산 수용되는 이동수단을 갖추고 있는 교통 시스템을 준수하는 체제로 자리하고 있다.

## 같이 보기
- 커넥티드 카
- 렌터카
- 도시 계획